# Liste der Bodendenkmäler in Kammeltal
Auf dieser Seite sind die Bodendenkmäler in der schwäbischen Gemeinde Kammeltal zusammengestellt. Diese Tabelle ist eine Teilliste der Liste der Bodendenkmäler in Bayern. Grundlage ist die Bayerische Denkmalliste, die auf Basis des Bayerischen Denkmalschutzgesetzes vom 1. Oktober 1973 erstmals erstellt wurde und seither durch das Bayerische Landesamt für Denkmalpflege geführt wird. Die folgenden Angaben ersetzen nicht die rechtsverbindliche Auskunft der Denkmalschutzbehörde.

## Bodendenkmäler in Kammeltal
| Lage                                                | Objekt | Akten-Nr.     | Bild           |
| --------------------------------------------------- | --- | ------------- | -------------- |
| (Standort)                                          | Grabhügel vorgeschichtlicher Zeitstellung.                                                                                               | D-7-7528-0068 |                |
| Johann-Baptist-Enderle-Straße 18 (Standort)         | Frühneuzeitliche Befunde im Bereich der katholischen Filialkirche St. Nikolaus in Hammerstetten.                                         | D-7-7528-0177 | weitere Bilder |
| (Standort)                                          | Burgstall des Mittelalters. | D-7-7528-0197 |                |
| (Standort)                                          | Grabhügel der Hallstattzeit. | D-7-7628-0002 |                |
| (Standort)                                          | Grabhügel der Hallstattzeit und Viereckschanze der jüngeren Latènezeit.                                                                  | D-7-7628-0003 |                |
| (Standort)                                          | Burgstall des Mittelalters. | D-7-7628-0004 |                |
| Dossenbergerstraße 46; Kleinbeurer Weg 1 (Standort) | Mittelalterliche und frühneuzeitliche Befunde im Bereich des Klosters Wettenhausen; Körperbestattungen des Mittelalters und der Neuzeit. | D-7-7628-0005 | weitere Bilder |
| (Standort)                                          | Grabhügel vorgeschichtlicher Zeitstellung.                                                                                               | D-7-7628-0006 |                |
| (Standort)                                          | Burgstall des Mittelalters. | D-7-7628-0007 |                |
| Dossenbergerstraße 48 (Standort)                    | Mittelalterliche Vorgängerbauten der katholischen Pfarrkirche Mariä Himmelfahrt in Wettenhausen.                                         | D-7-7628-0008 | weitere Bilder |
| (Standort)                                          | Grabhügel der Hallstattzeit. | D-7-7628-0009 |                |
| (Standort)                                          | Mittelalterlicher Burgstall, neuzeitliches Schloss.                                                                                      | D-7-7628-0010 |                |
| (Standort)                                          | Mittelalterlicher Burgstall. | D-7-7628-0011 |                |
| (Standort)                                          | Grabhügel vorgeschichtlicher Zeitstellung.                                                                                               | D-7-7628-0018 |                |
| Stefanstraße 6 (Standort)                           | Mittelalterliche und frühneuzeitliche Befunde im Bereich der katholischen Pfarrkirche St. Stephan in Behlingen.                          | D-7-7628-0082 | weitere Bilder |
| Sankt-Wolfgang-Straße 4 (Standort)                  | Mittelalterliche und frühneuzeitliche Befunde im Bereich der katholischen Kirche St. Wolfgang in Unterrohr.                              | D-7-7628-0086 | weitere Bilder |
| Schulstraße 3 (Standort)                            | Frühneuzeitliche Befunde im Bereich der katholischen Friedhofskirche St. Patritius in Wettenhausen, mit aufgelassenem Friedhof.          | D-7-7628-0087 | weitere Bilder |
| Hauptstraße 26 (Standort)                           | Mittelalterliche und frühneuzeitliche Befunde im Bereich der katholischen Filialkirche St. Ottilia in Ried.                              | D-7-7628-0093 | weitere Bilder |